# Броссаско
Броссаско (італ. Brossasco, п'єм. Brossasch) — муніципалітет в Італії, у регіоні П'ємонт,  провінція Кунео.
Броссаско розташоване на відстані близько 510 км на північний захід від Рима, 65 км на південний захід від Турина, 25 км на північний захід від Кунео.
Населення — 1096 осіб (2014).
Покровитель — Madonna della Neve.

## Демографія
Населення за роками:

Станом на 1 січня 2023 року в муніципалітеті офіційно проживали 52 іноземці з 8 країн, серед них 36 громадян країн Євросоюзу та 2 громадяни України.

## Сусідні муніципалітети
- Фрассіно-(кн)
- Гамбаска
- Ізаска
- Мартініана-По
- Мелле
- Сампере
- Санфронт
- Вальмала
- Венаска